# 诺维察·韦利奇科维奇
诺维察·韦利奇科维奇（1986年10月5日—），塞尔维亚男子篮球运动员，场上位置是大前锋。他曾代表塞尔维亚国家队参加2010年国际篮联世界锦标赛。